# Tai Tzu-ying
Tai Tzu-ying (kinesiska: 戴資穎; pinyin: Dài Zīyǐng; Wade–Giles: Tai Tzu-ying), född 20 juni 1994, är en taiwanesisk badmintonspelare.

## Karriär
Vid olympiska sommarspelen 2012 i London tävlade Tai i damsingeln, där hon blev utslagen i åttondelsfinalen av kinesiska Li Xuerui. Vid asiatiska spelen 2014 i Incheon tog Tai brons i damsingeln. Vid olympiska sommarspelen 2016 i Rio de Janeiro tävlade Tai i damsingeln, där hon blev utslagen i åttondelsfinalen av indiska P. V. Sindhu. Vid asiatiska spelen 2018 i Jakarta tog Tai guld i damsingeln efter att ha besegrat P. V. Sindhu i finalen, vilket var Taiwans första guld genom tiderna i badminton vid asiatiska spelen.
Vid olympiska sommarspelen 2020 i Tokyo tog Tai silver i damsingeln efter en finalförlust mot kinesiska Chen Yufei. Vid VM 2021 i Huelva tog hon silver i damsingeln efter en finalförlust mot japanska Akane Yamaguchi. Vid VM 2022 i Tokyo tog hon brons i damsingeln efter en förlust i semifinalen mot Chen Yufei.